# Endotrichella
Endotrichella é um gênero de mariposa pertencente à família Crambidae.